# Máy tính (Apple)
Máy tính là một ứng dụng máy tính cơ bản do Apple Inc. tạo ra và đi kèm với các hệ điều hành macOS, iOS, watchOS. Ứng dụng này có ba chế độ: cơ bản, khoa học và lập trình viên. Chế độ cơ bản bao gồm một bàn phím số, các nút để cộng, trừ, nhân và chia, cũng như các phím bộ nhớ. Chế độ khoa học hỗ trợ số mũ và hàm lượng giác, và chế độ lập trình viên cho phép người dùng truy cập vào nhiều tùy chọn hơn liên quan đến lập trình máy tính.
Chương trình Máy tính có lịch sử lâu đời gắn liền với sự khởi đầu của nền tảng Macintosh, nơi một chương trình máy tính bốn chức năng đơn giản là một phụ kiện để bàn tiêu chuẩn từ các phiên bản hệ thống đầu tiên. Mặc dù không có khả năng toán học cao hơn, nhưng các nhà phát triển bên thứ ba đã cung cấp các bản nâng cấp và Apple đã phát hành ứng dụng máy tính đồ thị với bản phát hành PowerPC đầu tiên (7.1.2) của Mac OS và nó là một thành phần tiêu chuẩn thông qua phiên bản Mac OS 9. Ngoài ra, Apple hiện đang xuất xưởng một ứng dụng khác có tên là Grapher.
Chức năng máy tính đã được đưa vào iOS kể từ khi ra mắt trên iPhone và iPod touch. Tuy nhiên, iPad chưa bao giờ có ứng dụng máy tính của bên thứ nhất. Một chức năng máy tính gốc đã được thêm vào Apple Watch với watchOS 6, bao gồm một nút chuyên dụng để tính toán mẹo.

## Đặc trưng
Máy tính có hỗ trợ ký pháp nghịch đảo Ba Lan và cũng có thể nói các nút được nhấn và trả về kết quả.
Máy tính cũng bao gồm một số chức năng chuyển đổi cơ bản để chuyển đổi giữa các đơn vị trong các danh mục sau:
- Khu vực
- Tiền tệ (tỷ giá hối đoái có thể được cập nhật qua Internet).[5]
- Năng lượng hoặc Công việc
- Nhiệt độ
- Chiều dài
- Tốc độ
- Sức ép
- Trọng lượng hay khối lượng
- Lực
- Âm lượng

Kể từ khi phát hành Mac OS X Leopard, các hàm số học đơn giản có thể được tính toán từ tính năng Spotlight. Chúng bao gồm các phép toán cộng, trừ, nhân và chia tiêu chuẩn, với phép tính lũy thừa và sử dụng dấu phần trăm để biểu thị phần trăm.
Tiện ích Máy tính bảng điều khiển đã được bao gồm trong tất cả các phiên bản của macOS từ Mac OS X Tiger trở đi cho đến Mojave, sau đó Trang tổng quan đã bị ngừng hoạt động. Nó chỉ có chế độ cơ bản của đối tác máy tính để bàn. Với việc phát hành OS X Yosemite, các chức năng chuyển đổi đơn vị đã được thêm vào máy tính Spotlight, cũng như một tiện ích máy tính đơn giản có sẵn trong Trung tâm Thông báo.

## Lịch sử

Máy tính được xuất xưởng vào năm 1984

Máy tính xuất hiện đầu tiên như một phụ kiện để bàn trong phiên bản đầu tiên của Hệ thống Macintosh cho Macintosh 128k 1984.  Chiếc máy tính phiên bản trước của nó được phát triển bởi Chris Espinosa và ông cũng là người thiết kế ra ngoại hình của nó, một phần là do Steve Jobs thiết kế khi Espinosa còn đang bối rối vì sự không hài lòng của Jobs với tất cả các thiết kế nguyên mẫu của ông, đã hình thành một ứng dụng có tên là The Steve Jobs Roll Your Own Calculator Construction Set cho phép Jobs để điều chỉnh giao diện của máy tính theo ý thích của mình. Thiết kế của nó được duy trì với các phép toán cơ bản giống nhau cho đến khi bản phát hành cuối cùng của Mac OS cổ điển vào năm 2002.